# 브륄의 아우구스투스부르크성
브륄의 아우구스투스부르크성(독일어: Schlösser Augustusburg und Falkenlust)은 쾰른 대주교의 여름 별궁으로 쾰른 교외에 위치한 브륄에 있는 바로크, 로코코양식의 궁전이다. 1984년에 유네스코 세계 문화 유산에 등재되었다.